# ویلیام بلای

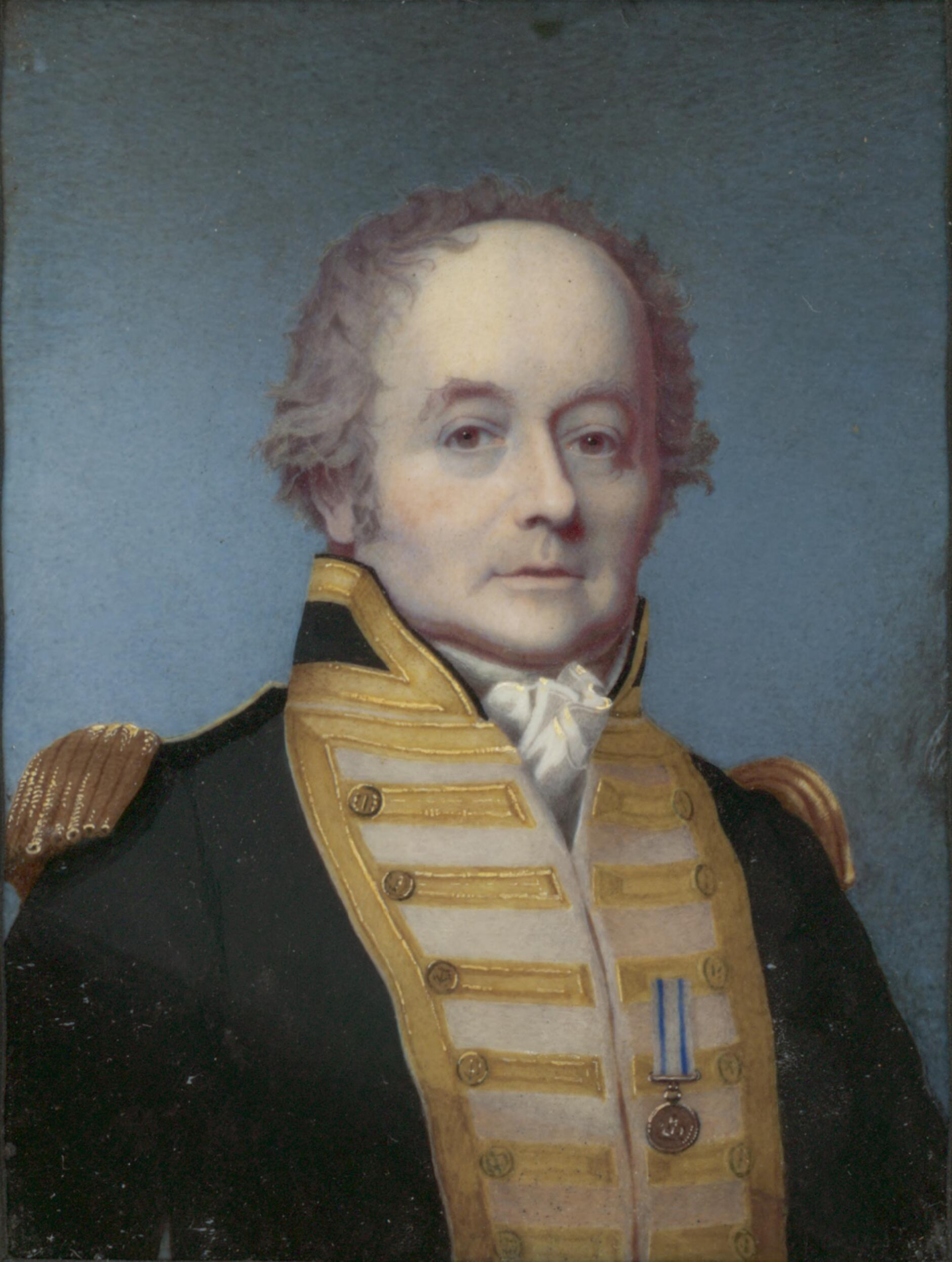

ویلیام بلای (به انگلیسی: William Bligh) (زادهٔ ۱۷۵۴ - درگذشتهٔ ۱۸۱۷) دریاسالار بریتانیایی است که به دلیل شورش ملوانانش علیه او در کشتی بونتی شهرت دارد.

## زندگینامه
ویلیام بلای در ۱۷۵۴ در پلیموث در دوون زاده شد. در سن ۱۵ سالگی به نیروی دریایی سلطنتی پیوست و در ۱۷۸۷ از سوی سر جوزف بنکس برای فرماندهی کشتی باونتی انتخاب شد. مأموریت کشتی سفر به تاهیتی برای جمع‌آوری گیاه درخت نان و حملشان به جزایر هند غربی برای کاشت در آنجا بود. این سفر ۶ ماه به‌طول انجامید و خدمهٔ کشتی که گفته می‌شود از رفتارهای ظالمانهٔ بلای به‌تنگ آمده بودند در ۲۸ آوریل ۱۷۸۹ به رهبری کریستین فلچر، ناخدا اول کشتی علیه بلای سر به شورش برداشته و کنترل بونتی را در دست گرفتند.
شورشیان سپس بلای و ۱۸ نفر از خدمه را که هنوز به او وفادار بودند با مقداری مایحتاج اولیه و بدون هیچ نقشه‌ای سوار قایقی کرده و از کشتی اخراج کردند. با این حال بلای موفق شد تا پس از طی ۴ هزار مایل سرانجام در ۱۴ ژوئن، خود و مردانش را به جزیره تیمور در هند شرقی برساند.
ویلیام بلای در ۱۸۰۵ به فرمانداری نیو ساوث ویلز منصوب و به استرالیا فرستاده شد. اما در آنجا نیز سربازانش در ۱۸۰۸ علیه او شوریدند و طی شورشی که به شورش رام مشهور شد و تا ۱۸۱۰ ادامه یافت او را دستگیر و به مدت ۲ سال زندانی نمودند. بلای پس از آزادی از هر اتهامی مبرا گردید و به پاس خدماتش در هنگام بازنشستگی در ۱۸۱۱ به مقام دریاسالاری ارتقای درجه یافت. ویلیام بلای در ۱۸۱۷ درگذشت.